# Colonne de la Déesse
Pour les articles homonymes, voir La Déesse.
La colonne de la déesse est un monument commémoratif, inauguré le 8 octobre 1845, au centre de la Grand'Place de Lille, aujourd'hui place du Général-de-Gaulle, dans le département français du Nord en région Hauts-de-France.
Le monument, qui commémore l'héroïsme des Lillois lors du siège de Lille de 1792 par l'armée impériale, est composé d'une colonne et d'une statue de femme en son sommet.
Elle tient dans sa main droite un boutefeu, servant à allumer la mèche des canons, et montre de la gauche l'inscription du socle qui reprend la réponse du maire de Lille, François André-Bonte, refusant la reddition de la ville assiégée aux Impériaux, le 29 septembre 1792.
La statue de la Déesse au boute-feu est une œuvre de Théophile Bra, sculpteur douaisien. L'architecte du monument est Charles Benvignat. Elle prit le nom populaire de colonne de la Déesse peu de temps après son érection à la suite d'un poème à son sujet publié localement. À sa base, elle est entourée d'un bassin faisant fontaine, de conception plus récente.

## Localisation
La colonne de la Déesse se situe au centre de la place du Général-de-Gaulle, également appelée Grand-Place, à Lille.

## Description

### Colonne
Le monument est l'œuvre de Charles Benvignat. Sans la statue, la colonne mesure 12,51 m de haut et repose sur un socle de 3,65 m de diamètre. La colonne est composée de granit cannelé,.
Chacun des quatre côté du piédestal de la colonne porte des inscriptions, :
- Sur le côté en face : « Nous venons de renouveler notre serment d'être fidèle à la Nation, de maintenir la Liberté et l'Égalité ou de mourir à notre poste. Nous ne sommes pas des parjures. » Il s'agit de la réponse du maire aux assiégeants ;
- Sur le côté droit : « Levée du Siège, nuit du 7 au 8 octobre 1792. » ;
- Sur le côté arrière : « Aux Lillois de 1792. Hommage de nos concitoyens. 1842. » ;
- Sur le côté gauche : « Les habitants de Lille ont bien mérité de la patrie (Décret du 12 octobre 1792). ».

Son socle est entouré du bassin d'une fontaine.

### Statue
La statue de bronze au sommet du monument est l'œuvre de Théophile Bra.
Mesurant trois mètres de haut, la statue tient dans sa main droite un boutefeu, sorte de bâton coiffé d'étoupe servant à allumer la mèche des canons. L'autre main désigne la colonne où figure la réponse du maire André aux assiégeants. Cette femme drapée est une allégorie de la ville de Lille, comme l'indique la couronne de tours dont elle est coiffée et reproduirait les traits de Marie-Josephe Bigo-Danel, l'épouse du maire de l'époque, Louis Bigo-Danel,.
Lors de son inauguration, le peuple, ne connaissant pas les conventions allégoriques, la surnomma la « Déesse », comme l'y invite une dédicace proposée par Émile Durieux, libraire à Lille :

« Quelle est cette fière déesse
Au sommet de ce monument ?
C'est la ville de Lille, en un jour de détresse,
De vaincre ou de périr prononçant le serment !.. »

Symboliquement, la Déesse doit rappeler et entretenir le patriotisme de Lille envers la France.

## Histoire

### Siège de Lille et esquisse de monument

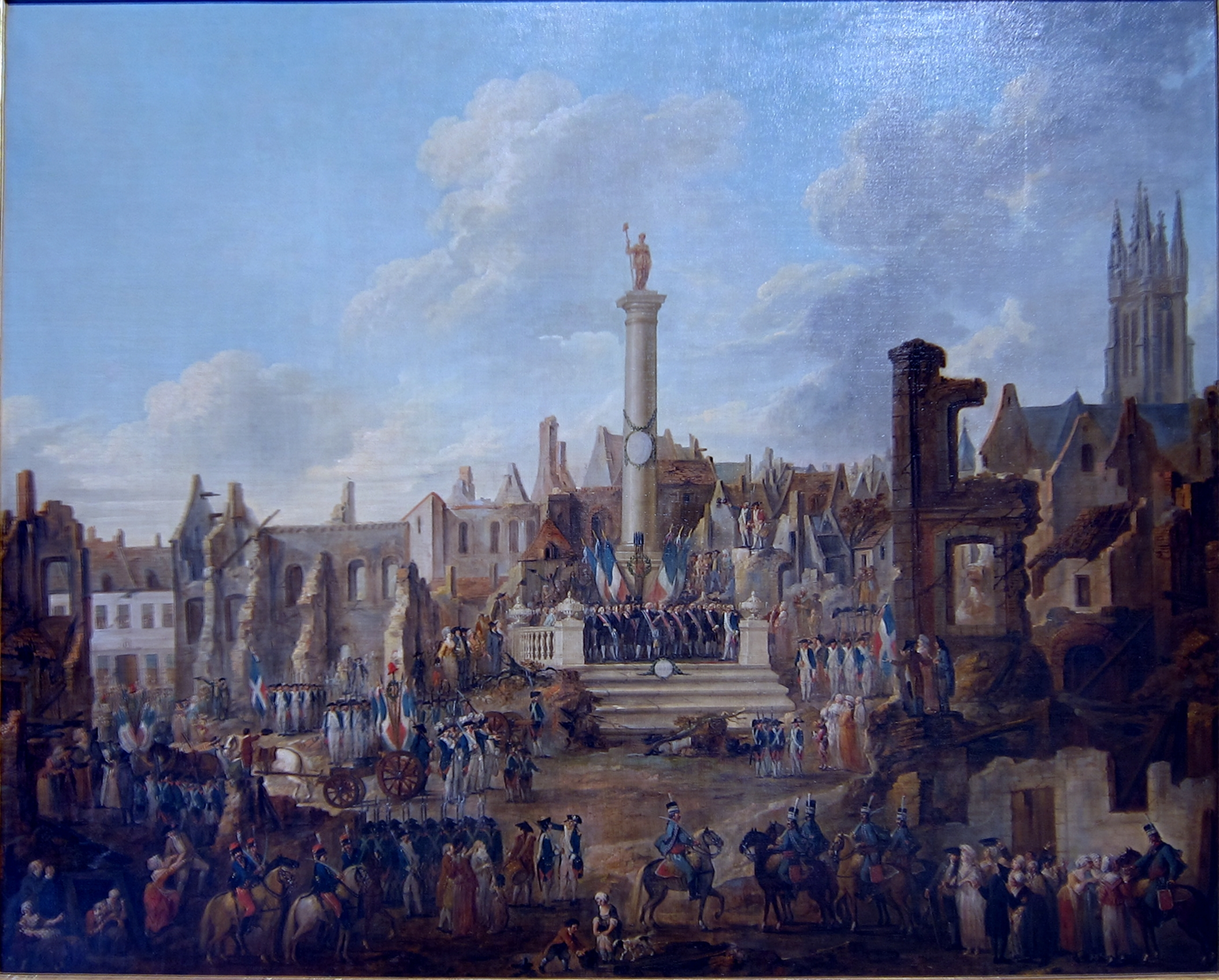
Lille a bien mérité de la patrie, projet de Louis Joseph Watteau (1793).

Le 20 avril 1792, l’Assemblée Législative, sur proposition du roi Louis XVI, déclare la guerre au « roi de Bohême et de Hongrie », cette expression désignant l'empereur du Saint-Empire et ses états. Lille est en première ligne. Le 29 septembre, à 15 heures, le bombardement de la ville commence. Le siège de Lille dure jusqu’au 6 octobre. La résistance des Lillois, conduits par leur maire François André-Bonte, a tenu bon. Pour la saluer, la Convention nationale vote à l’unanimité un décret le 12 octobre 1792 qui proclame : « Lille a bien mérité de la patrie ».
Au-delà du vote du décret du 12 octobre, Jacques-Louis David propose, dès le 9 novembre 1792, l'érection d'un monument traversant les temps. Il termine sa motion en ces termes : 

« Je vous propose donc d'élever dans cette ville [de Lille], ainsi que dans celle de Thionville, un grand monument, soit une pyramide ou un obélisque, en granit français provenant des carrières de Rethel, de Cherbourg ou celle de la ci-devant province de Bretagne ; je demande qu'à l'exemple des Égyptiens et autres anciens, ce monument soit élevé en granit comme la pierre la plus durable, et qui portera à la postérité le souvenir de la gloire dont se sont couverts les habitants de Lille et de Thionville. »

Il en fait part à la municipalité de Lille, au travers d'une lettre écrite le même jour, également adressée aux artistes locaux. Louis Joseph Watteau, Charles-Louis Corbet et François Verly ont chacun proposé un projet, mais aucun n'est retenu.

### Conception et inauguration

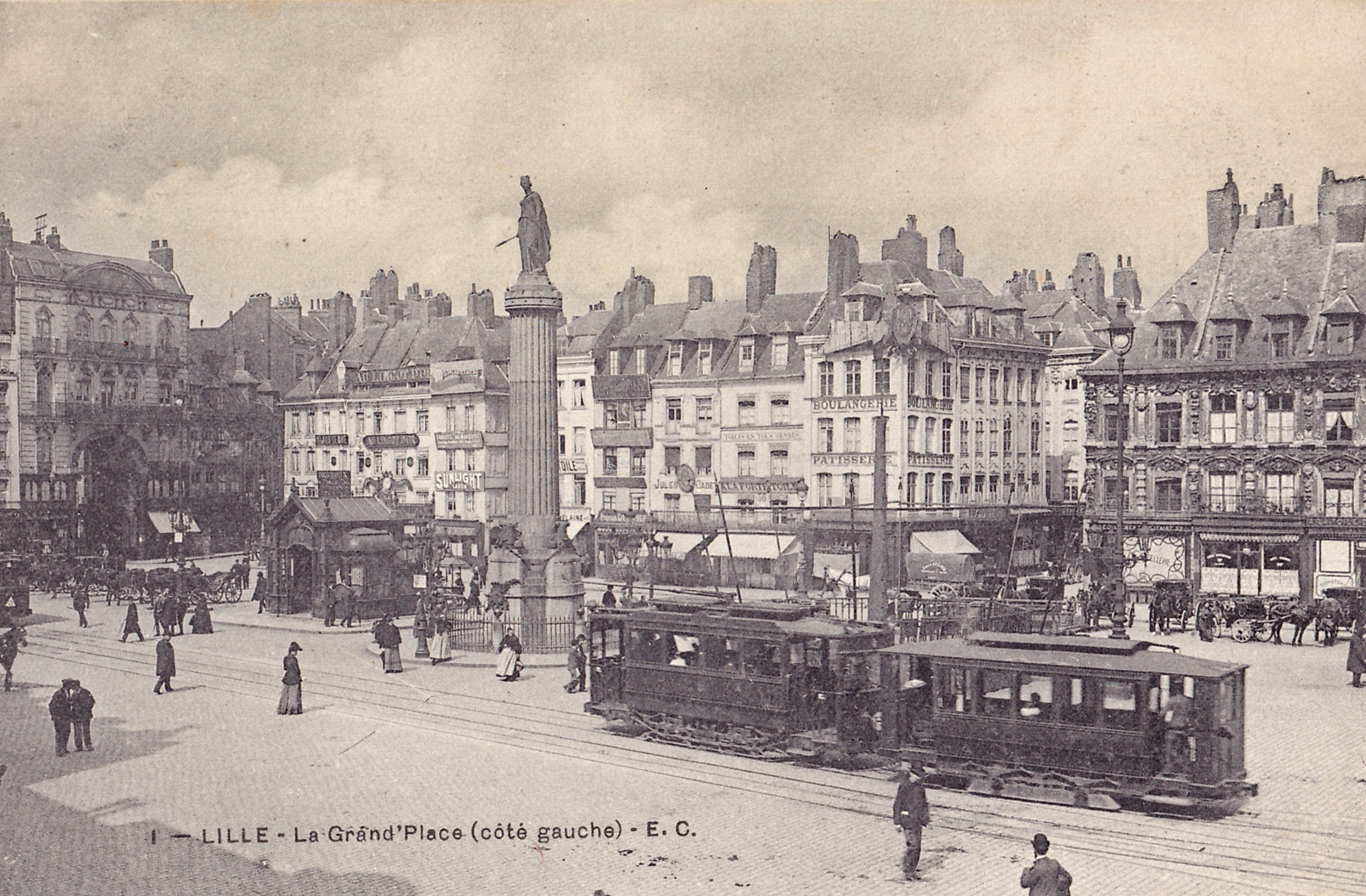
La colonne de la Déesse avant la Première Guerre mondiale.

Dans la première moitié des années 1830, il est question de couronner le sommet de l'arc de triomphe de l'Étoile de statues représentant les trente-six plus grandes villes de France. Théophile Bra, sculpteur douaisien, est chargé de réaliser la statue représentant la ville de Lille. Il conçoit alors une statue représentant une femme brandissant d'une main le décret de la convention et de l'autre un glaive. En 1832, après l'abandon du projet de Jean-Nicolas Huyot, Théophile Bra entreprend des démarches pour essayer de faire ériger sa statue à Lille, sans succès. Il finit en 1835 par offrir le plâtre de la statue à la municipalité de Lille.
En 1842, le cinquantenaire des sièges révolutionnaires engendre une vague commémorative qui remet à l'ordre du jour l'érection d'un monument à Lille,. La municipalité lance un concours le 18 août 1842 pour l'érection d'un monument commémoratif du bombardement de Lille de 1792, sur la place Rihour, sous les fenêtres de la salle où la réponse aux assiégeants avait été délibérée,. Seuls deux architectes répondent : Charles Leroy et Charles Benvignat. Ce dernier est désigné par la municipalité de la commune à l'unanimité. Le projet initial de Benvignat est toutefois différent du monument actuel. La statue représentant la ville est proposée au pied de l'édicule avec sa main gauche montrant l'inscription au sommet de la colonne.
La partie statuaire est confiée sans concours à Théophile Bra qui s'implique fortement dans le projet, et entre en conflit plusieurs fois avec Charles Benvignat sur la conception du monument,  par exemple sur l'emplacement du monument, Théophile Bra souhaitant qu'il soit implanté place du Concert. En 1843, le projet est modifié, la statue étant maintenant prévue au sommet de la colonne, changement exigé par le Conseil des Bâtiments Civils.
Afin de représenter le « type flamand dans sa pureté primitive », Théophile Bra multiplie les observations en ville et rencontre des Lillois de tout milieu social. Lors de la réalisation de la statue, il déclare :

« Lille ! Lille ! C'est une femme dont le front doit porter l'empreinte du courage calme et obstiné des Flamands ; il faudra que sa poitrine soit couverte, qu'elle soit large et ferme, que ses flancs soient développés et vigoureux, car la Flamande est à la fois chaste, robuste et féconde… Tout le torse traduira la fertilité de notre territoire ; les bras sont forts et nerveux, car Lille travaille beaucoup et toujours… Oui, je vois d'ici ma Lille républicaine… L'Autrichien vient de la sommer de se rendre… Il faut qu'elle réponde… Je ferai parler sa main gauche qui désignera d'un doigt impérieux notre réponse héroïque inscrite à ses pieds… Ce n'est pas tout : au premier boulet qui partira de la tranchée, il faudra une réponse plus éloquente encore… Ah ! La voici !… Cette autre main armée d'un boutefeu se tiendra toute prête à répliquer à l'insolence autrichienne… Oui, oui, c'est bien cela, je vois ma statue de Lille, je la vois. »

Le 8 octobre 1842, jour anniversaire de la levée du siège, la pose de la première pierre du monument a lieu solennellement devant l'hôtel de ville, lieu initialement fixé par le programme. Le site est alors étoffé par un simulacre du monument.
Le 21 avril 1845, cette première pierre est retirée pour être replacée au centre de la Grand'Place. Le projet proposé par Benvignat doit être remanié en conséquence, car il était adapté pour être placé à quatre ou cinq mètres des maisons et non au milieu d'une place,. Benvignat réhausse le socle et prévoit une colonne plus haute. Le monument fait alors 15,51 m de haut et comporte une statue à sa cime. Celle-ci porte un boutefeu d'une main et montre la réponse de la municipalité aux Autrichiens inscrit sur la colonne qui la supporte : « Nous venons de renouveler notre serment de vivre libres ou de mourir. Nous ne sommes pas des parjures. » Son piédestal soutient des mortiers, dans le style de ceux abandonnés par les Impériaux durant le siège,.
La colonne est inaugurée le 8 octobre 1845. Ce jour-là, une fête est donnée sur la Grand'Place,,. Une médaille, éditée la même année pour célébrer l’inauguration de la colonne, rappelle le Décret de la Convention Nationale du 12 octobre 1792.

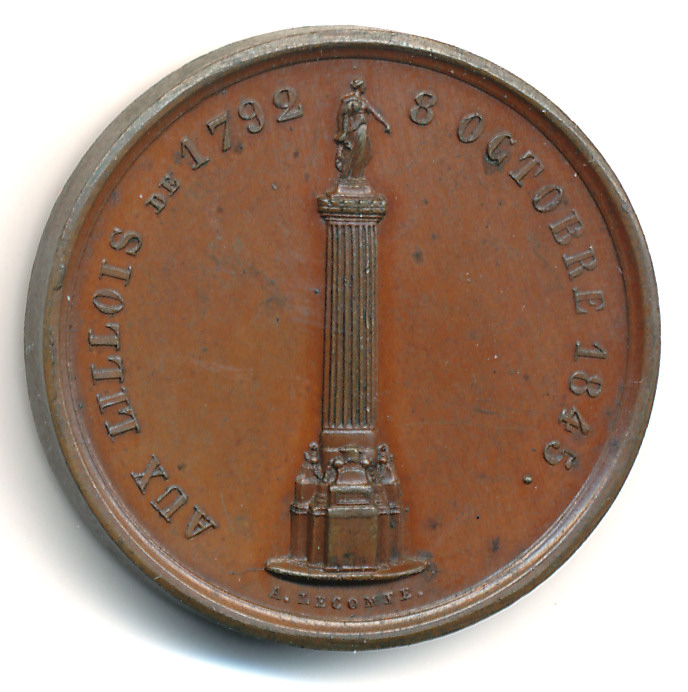
Médaille en bronze (26 mm), signée A. Lecomte, éditée à l'occasion de l'érection de la colonne
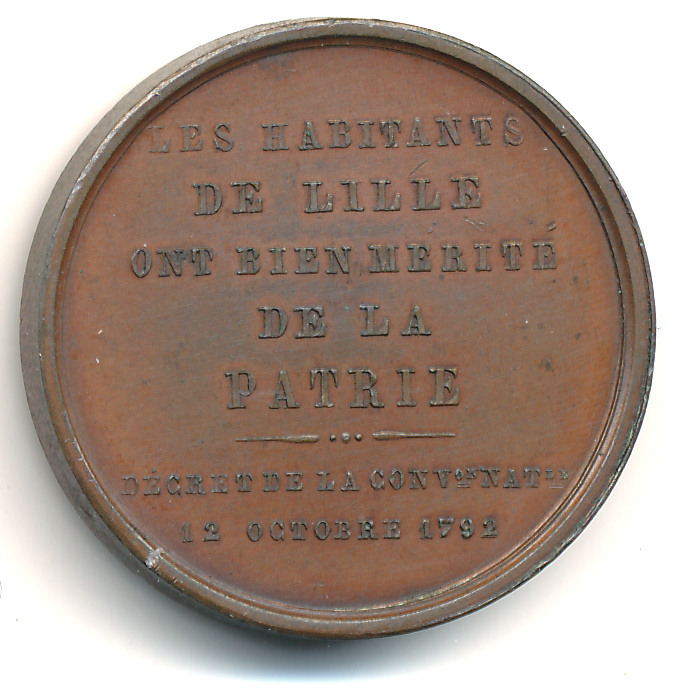
Revers de la médaille

### Jusqu'à nos jours
Peu après l'inauguration, le monument est ceint d'une grille circulaire et de quatre candélabres.
Le 25 novembre 1900, une plaque portant la mention « Hommage aux Lillois de 1792 » est apposée sur le socle du monument. Elle est signée « Les Autorités civiles et militaires, les sociétés d’anciens militaires du Nord, d’anciens combattants de 1870-71, de vétérans, de gymnastique, artistiques, d’armes, de tir, de musique et les habitants de Lille. »
En 1916, pendant l'occupation, les allemands récupèrent les quatre mortiers autrichiens qui encadrent la colonne, afin de les faire fondre.
Le socle du monument porte aujourd'hui la croix de guerre décernée à la ville après l'armistice de 1918 pour honorer son courage pendant les bombardements d'octobre 1914 et les quatre années d'occupation par l'ennemi.
En 1989, lors de la construction du parking souterrain sous la Grand'Place, la colonne est entourée d'une fontaine et d'un bassin circulaire,.

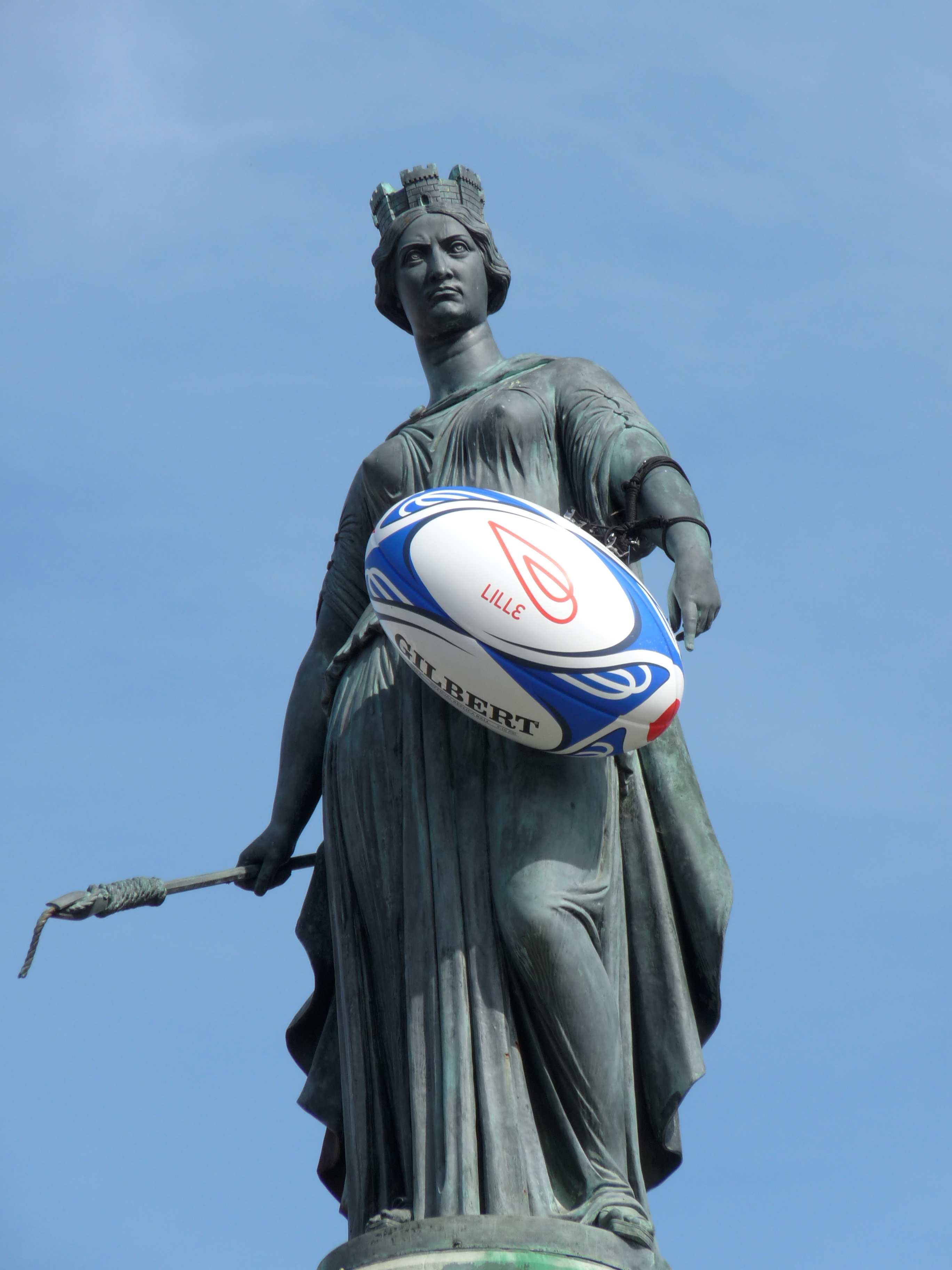
La déesse, lors de la coupe du monde de rugby 2023 à Lille

## Dans la culture
La Déesse est évoquée dans un chant de supporters du LOSC Lille : « Nous sommes les enfants de la Déesse, nous sommes les enfants de Lille. On chante et on se bat pour toi, et on ne te lâchera pas
. »